# ランドスタット鉄道

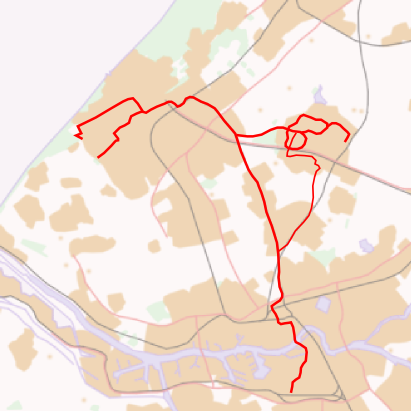
路線略図

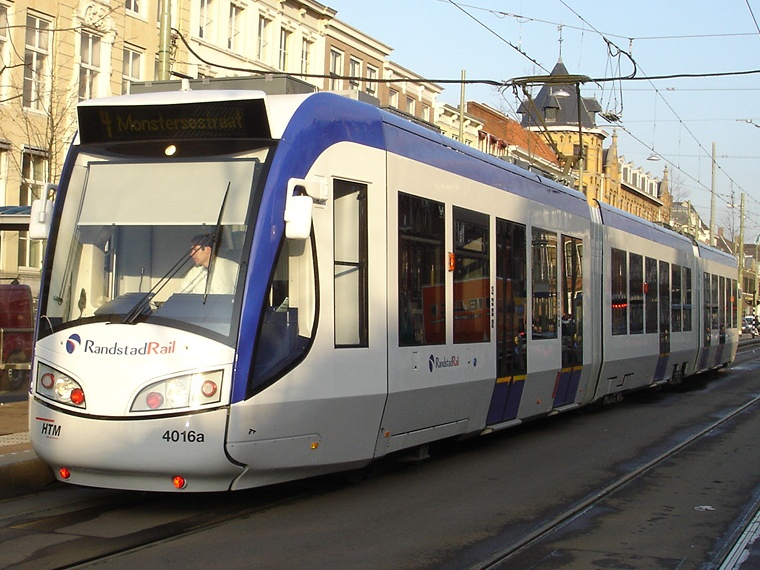
RR4系統の列車

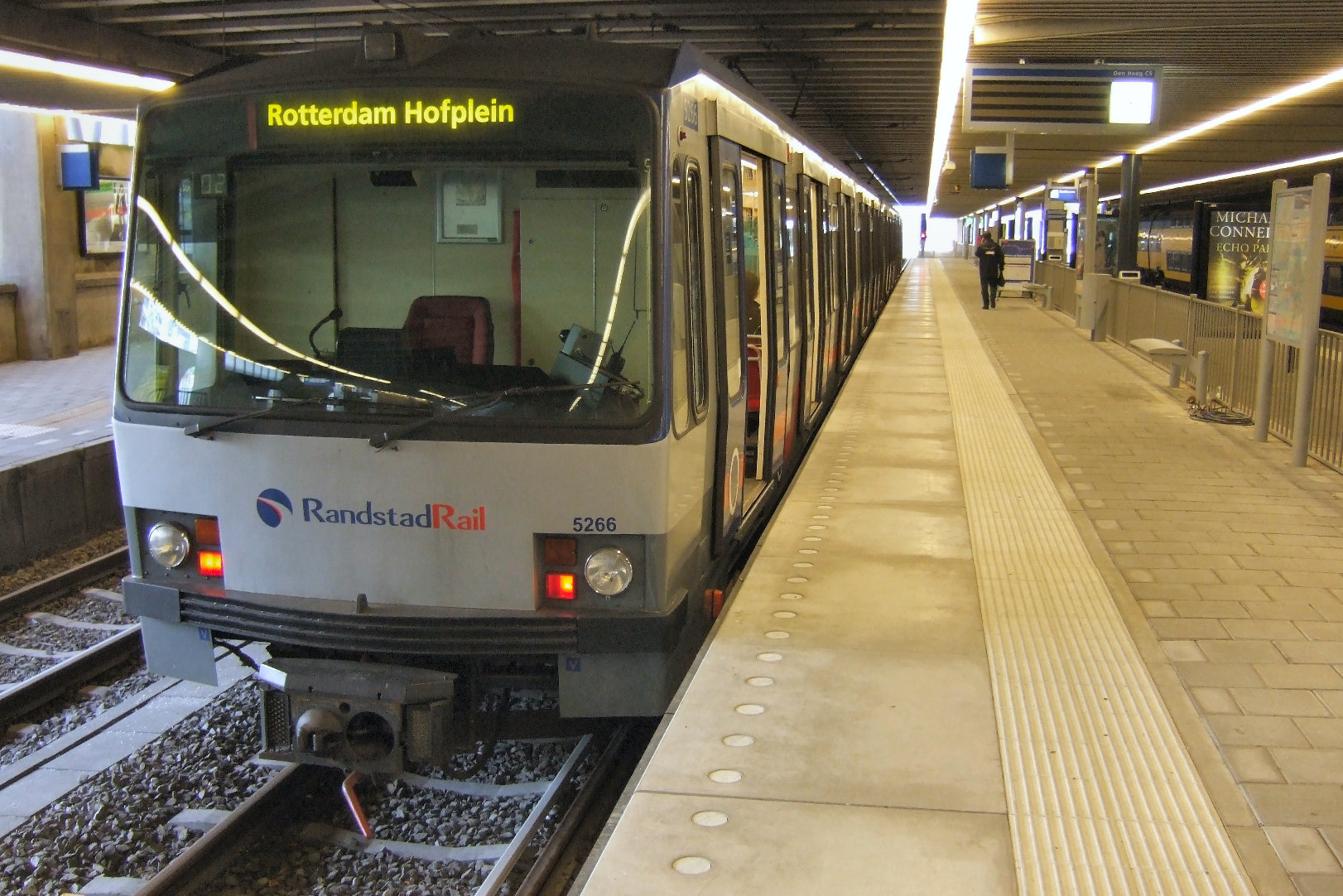
E系統の列車

ランドスタット鉄道（ランドスタットてつどう、オランダ語：RandstadRail）とは、オランダのランドスタット地域の鉄道の総称。特定の鉄道会社を指すものではない。

## 路線
現在、2006年に開業した以下の3路線が存在する。

### ランドスタット鉄道 3系統
ランドスタット鉄道 3系統（RandstadRail-lijn 3, RR3）は、ハーグ市営交通会社（HTM）が運営する路線で、デン・ハーグのLoosduinen駅とゾーテルメーア中央西駅（Zoetermeer Centrum-West）を結んでいる。途中、デン・ハーグ中心部のフローテ・マルクト駅とスプイ駅間の地下区間を走り、デン・ハーグ中央駅前を経由する。
デン・ハーグ市内は既存のトラム軌道を走り、デン・ハーグ中央駅付近で新しく建設された高架橋を通ってオランダ鉄道軌道（を改築してランドスタッド鉄道専用にしたもの）に入る。ゾーテルメーア市内に入ると、既存の市内鉄道路線（を改築したもの）を走る。
デン・ハーグ市内では、トラムと同じ軌道を走っているため、単に"3系統トラム"と呼ばれることもある。（運営会社もトラムと同じHTM社）

### ランドスタット鉄道 4系統
ランドスタット鉄道 4系統（RandstadRail-lijn 4, RR4）は、ハーグ市営交通会社（HTM）が運営する路線で、デン・ハーグのDe Uithof駅とゾーテルメーアJavalaan駅（Zoetermeer Javalaan）を結んでいる。途中、デン・ハーグ中心部のフローテ・マルクト駅とスプイ駅間の地下区間を走り、デン・ハーグ中央駅前を経由する。
デン・ハーグ市内は既存のトラム軌道を走り、デン・ハーグ中央駅付近で新しく建設された高架橋を通ってオランダ鉄道軌道（を改築してランドスタッド鉄道専用にしたもの）に入る。ゾーテルメーア市内に入ると、既存の市内鉄道路線（を改築したもの）を走る。
デン・ハーグ市内では、トラムと同じ軌道を走っているため、単に"4系統トラム"と呼ばれることもある。（運営会社もトラムと同じHTM社）
車両はアルストム社製のシタディスで、ドイツのカッセルで使用されている車両と同系タイプの車両である"レギオ・シタディス"が導入されている。

### ランドスタット鉄道 E系統
ランドスタット鉄道 E系統 (Metrolijn E) は、デン・ハーグ中央駅からロッテルダム中央駅を経て、ロッテルダム地下鉄のSlinge駅に至る路線である。ロッテルダム電鉄（RET）が運営している。
デン・ハーグ側の一部の区間では上記の3・4系統と線路を共用している。また、ロッテルダム中央駅とSlinge駅との間ではロッテルダム地下鉄D系統と線路を共用している。
路線の多くはオランダ鉄道の路線を改築したもので、2006年に「エラスムス線 (Erasmuslijn)」としてロッテルダム・Hofplein駅とNootdorp駅との間が開業した。その後、2010年にはロッテルダム中央駅に接続するトンネルが完成し、2011年にロッテルダム地下鉄のSlinge駅までの直通が始まった。